# Revierfahrt

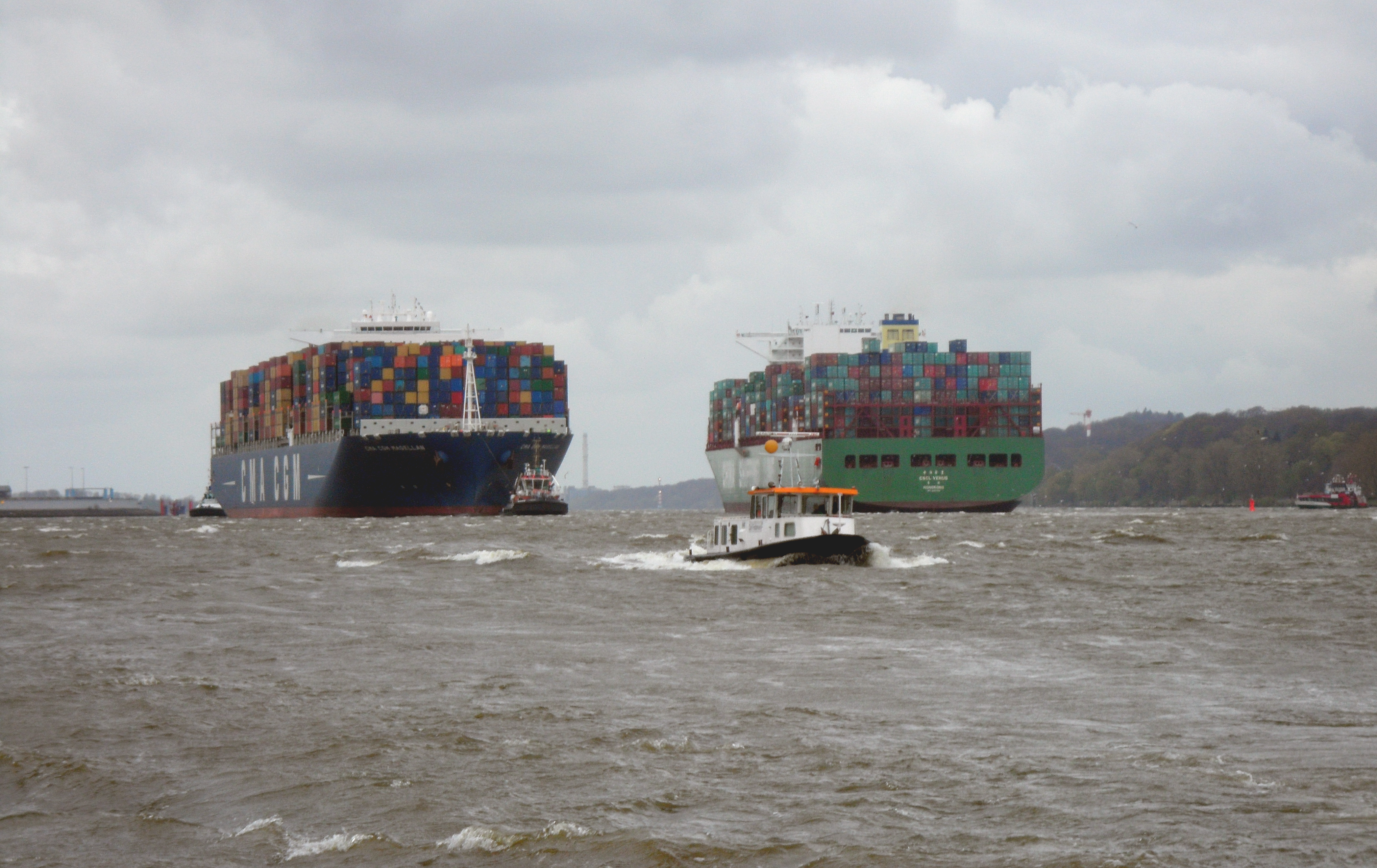
Schiffsbegegnung bei der Revierfahrt zweier Großcontainerschiffe CMA CGM Magellan (einkommend) und CSCL Venus (ausgehend) auf der Elbe in Höhe der Hafenlotsenstation Hamburg.

Die Revierfahrt ist jene Strecke, die ein Schiff vom Verlassen des Liegeplatzes bis zum Erreichen der offenen See zurücklegt. Dies bedarf unter Umständen der Hilfe von Schleppern und/oder Lotsen.
Eine lange Revierfahrt existiert beispielsweise vom Hamburger Hafen über die Unterelbe bis in die Nordsee sowie vom Hafen von Antwerpen über die Schelde ebenfalls in die Nordsee, eine kurze hingegen vom Überseehafen Rostock über die Warnow in die Ostsee.
Revierfahrt bedeutet für Schiffsleitung und Mannschaft erhöhte Aufmerksamkeit, wobei Erfahrung eine wesentliche Rolle spielt.
Für das Anlaufen des Hamburger Hafens gilt folgende Bestimmung: „Containerschiffe über 355 m Länge und/oder 48 m Breite können nur in der Zeit von 30 Min. vor Hochwasser bis 2 Std. nach Hochwasser die Hafenlotsenstation (km 629) passieren, wenn sie für die Containerliegeplätze im Waltershofer Hafen bestimmt sind und rückwärts zu Platz kommen sollen“. Außerdem dürfen Schiffe dieser Größe mit einer Breite von zusammen mehr als 90 bis 92 m und einem Tiefgang von bis zu 45 Fuß im Revier Unterelbe das Manöver einer Schiffsbegegnung nur an wenigen Stellen durchführen, nämlich dort, wo eine ausreichende Fahrwasserbreite vorhanden ist. In diesem Zusammenhang ist im Rahmen der geplanten neunten Elbvertiefung von sogenannten Begegnungsboxen für große Schiffe die Rede. Generell müssen auf der Unterelbe die jeweiligen Wasserstände anhand der aktuellen Gezeitentabellen berücksichtigt werden, damit es wegen einer zu geringen Wassertiefe nicht zur Grundberührung oder einem Auflaufen des Schiffes kommt. Man spricht von einem begrenzten Zeitfenster, innerhalb dessen ein Schiff problemlos ein Flussrevier mit Tidenhub befahren darf.